# 甲風園
甲風園（こうふうえん）は、兵庫県西宮市の町名。郵便番号662-0832。

## 地理
西宮市北中部に位置する。阪急神戸本線西宮北口駅北西側の阪急今津線と津門川に挟まれた一帯であり、西宮七園と呼ばれる高級住宅街である。

### 地価
住宅地の地価は2014年（平成26年）1月1日に公表された公示地価によれば甲風園2-12-21の地点で36万9000円/m2となっている。西宮市で一番地価が高い。

## 歴史
元々は、阪急電鉄の前身である阪神急行電鉄が乗客増につなげるべく、1930年ごろから開発を行ったことにより開けた地である。隣接して昭和園も開発された。

### 地名の由来
- 甲風園の名のうち、「甲」は北部にそびえる甲山、「風」は田園都市のイメージに因んだもの、「園」は既に周辺に苦楽園や甲子園など、香櫨園遊園地と同時期ないしは、その閉鎖後に開発された住宅地があったことから、それに便乗したものであると言われている。

## 交通
- 阪急神戸本線・阪急今津線西宮北口駅

## フィクションにおける甲風園
- アニメ・涼宮ハルヒの憂鬱は兵庫県が舞台となっており、作中で登場する「北口駅」は西宮北口駅、「北口駅前公園」は西宮北口駅西出口にある駅前公園がモデルとなっている。なお、アニメ放映後に同公園には地下式駅前駐輪場が建設されたため、現在はアニメに出てくる風景とは様相が異なっている。

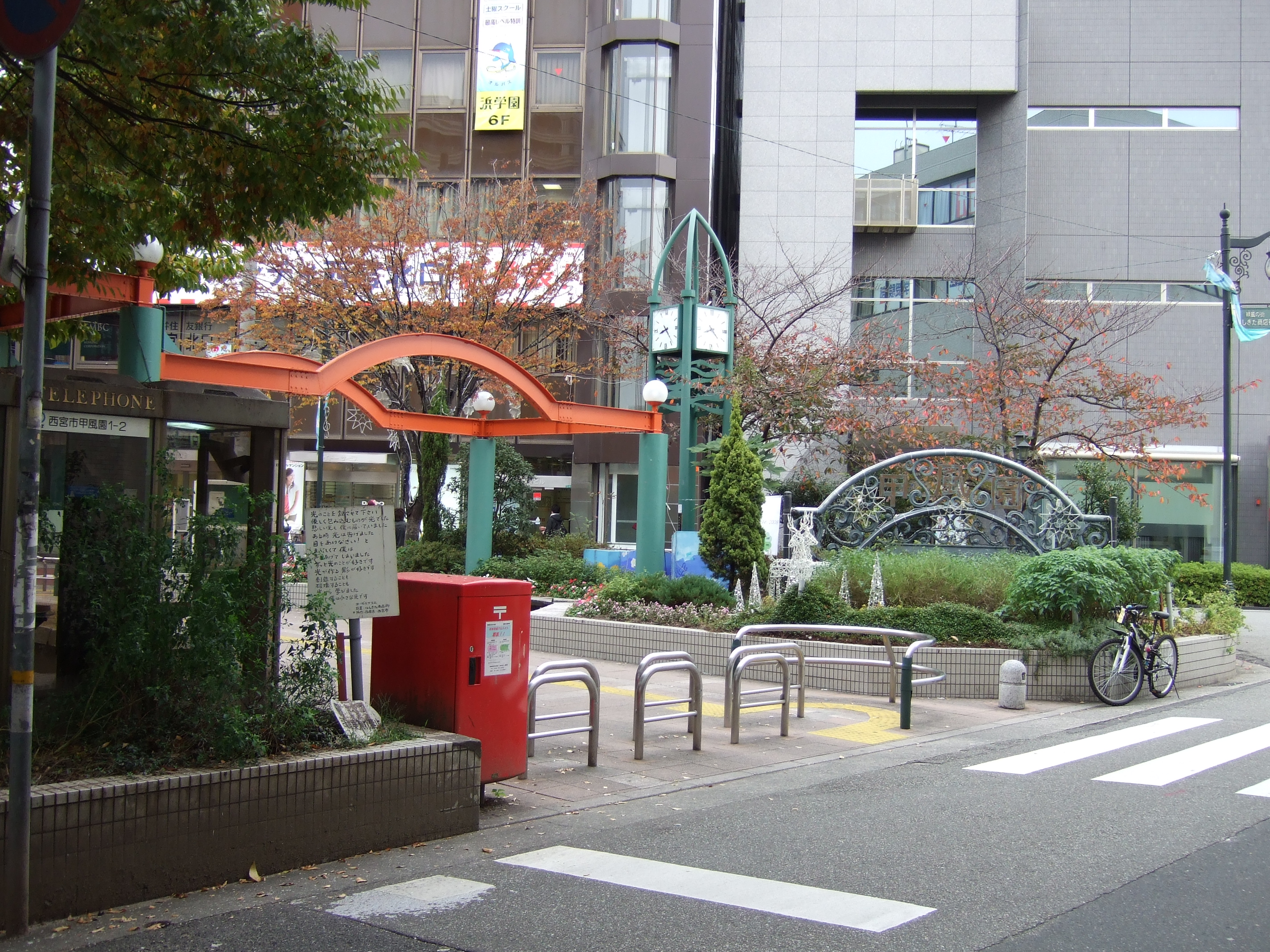
西宮北口駅前公園。公園東側から。「甲風園」の文字が見える。2008年11月撮影。
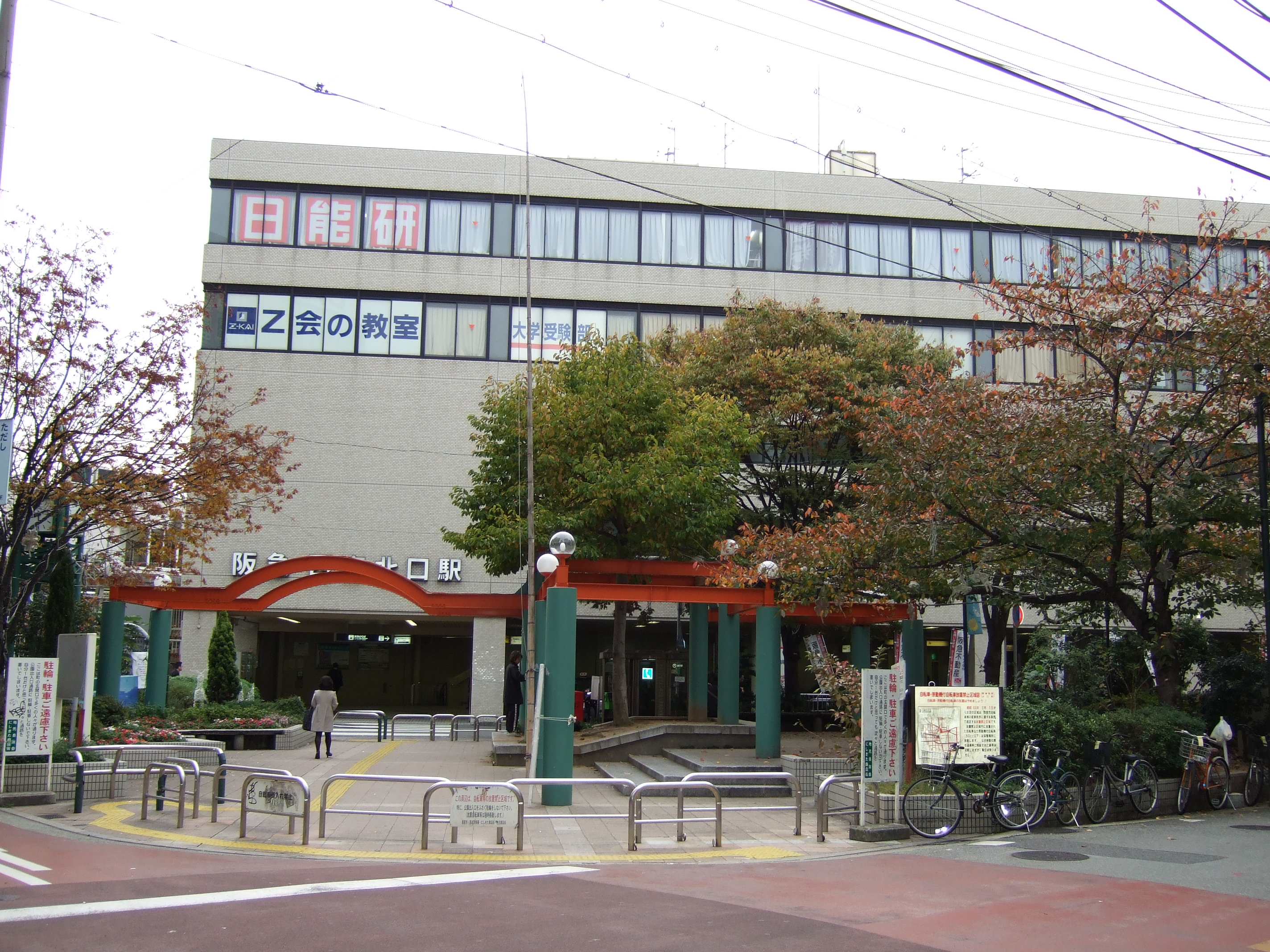
西宮北口駅前公園。公園西側から。2008年11月撮影。